# Agence pour la promotion et le développement du Nord
 (juin 2011).
Si vous disposez d'ouvrages ou d'articles de référence ou si vous connaissez des sites web de qualité traitant du thème abordé ici, merci de compléter l'article en donnant les références utiles à sa vérifiabilité et en les liant à la section « Notes et références ».
L'Agence pour la promotion et le développement économique et social des préfectures et provinces du Nord, dite Agence de promotion et de développement du Nord, Agence du Nord, Agence de développement du Nord ou APDN, est un établissement public marocain disposant de l'autonomie financière et ayant pour objectif le développement économique, social et la promotion de deux régions du Nord du Maroc : Tanger-Tétouan et Taza-Al Hoceima-Taounate.
Son conseil d'administration est présidé par le chef du gouvernement, son siège est à Tanger, et son directeur général Mounir El Bouyoussfi.

## Histoire
L'Agence a été créée sous Hassan II en tant qu'« Agence pour la promotion et le développement économique et social des préfectures et provinces du nord du Royaume » par la loi no 6-95, promulguée le 6 septembre 1995 par le dahir no 1-95-155 du 16 août 1995. Il s'agit de la première agence de développement territorial fondée au Maroc. Le Nord du Maroc à l'époque, malgré ses atouts stratégiques (position géographique, noyau industriel, façade maritime, etc.) ne connaissait pas véritablement de décollage économique et social. Les populations — notamment rurales —  pâtissaient d'un manque de services sociaux et de base et dans plusieurs zones d'un fort désenclavement. Cette région ayant de véritables atouts pour développer une infrastructure de production et de services compétitifs, elle fut alors -doublement- une priorité pour les autorités marocaines.
Après sa création, la mission principale de l'Agence était d'animer, de participer à et d'initier des programmes et actions visant la promotion et le développement économique et social des régions du Nord. Celle-ci a depuis connut plusieurs étapes importantes : toujours sous Hassan II, de 1996 à 1999, une phase d'affirmation de son existence dans un paysage où les ministères et quelques établissements publics réalisent les plus grands projets de développement de la région. Cette phase s'est caractérisée par la participation de l'Agence aux projets déjà en marche.
Avec le temps, de 1999 à 2007, en gros sous le début du règne de Mohammed VI après la mort de son père Hassan II, est arrivée une phase intermédiaire où l'Agence cherche à avoir une meilleure connaissance de son périmètre d’intervention, à localiser des projets sur son territoire tout en dynamisant des actions sectorielles.
Depuis 2007, a été lancée une phase de maturité où l'Agence s'affirme comme partenaire de premier plan au niveau des acteurs du développement du Nord, capable de fédérer, d'animer, de proposer et de mobiliser autour de grands projets de développement. Elle concrétise également une ère nouvelle de collaboration avec les collectivités locales (régions, communes) autour de projets structurants.
En 2014, son siège, anciennement basé à Rabat, a été transféré à Tanger.

## Ressort géographique
Le ressort territorial d'intervention de l'Agence s'étend sur deux régions : la région de Tanger-Tétouan et la région de Taza-Al Hoceima-Taounate. Celles-ci comprennent 11 préfectures et provinces : la préfecture de Tanger-Asilah, la province de Fahs Anjra, la province de Tétouan, la préfecture de M'diq-Fnideq, la province de Chefchaouen, la province de Larache, la province d'Ouezzane, la province d'Al Hoceima, la province de Taounate, la province de Taza et la province de Guercif. Cet ensemble compte ainsi 216 communes rurales et 27 municipalités ou communes urbaines.
Il couvre près de 35 973 km2, soit près de 5 % du territoire marocain, et s'étend sur 100 km de littoral atlantique et 294 km de littoral méditerranéen. Sur le plan du peuplement, plus de 5 millions d'habitants vivent sur ce périmètre (14,3 % de la population totale du pays).
Cet espace se caractérise par une importante diversité géographique, géologique et environnementale. Il comporte aussi bien des régions littorales, montagneuses (Rif et Moyen Atlas) que des plaines relativement arrosées (Loukkos) ou des plateaux semi-arides (Guercif). Il comprend par ailleurs plusieurs parcs nationaux qui témoignent d'une riche biodiversité : le parc national de Talassemtane, le parc national de Tazekka et le parc national d'Al Hoceima.
Au niveau économique, les situations sont également variables, car si la préfecture de Tanger-Assilah ou la ville de Tétouan connaissent une dynamique économique, industrielle et de services, certaines zones rifaines ou de la région de Taza-Al Hoceima-Taounate, encore à dominante rurale, ont une économie essentiellement agricole et peu diversifiée avec un faible accès aux services de base.
La région a aussi une histoire parmi les plus riches du Maroc, ayant accueilli plusieurs civilisations antiques (phénicienne, punique, romaine, etc.), et a été un berceau de la propagation de l'islam en Afrique du Nord et dans la péninsule Ibérique. Elle possède également un héritage culturel fort qui inclut les patrimoines urbain tétouanais, paysan jbala et montagneux rifain.

## Missions
La vision de l'Agence est de faire du Nord du Maroc, un modèle de développement régional durable et une locomotive économique nationale. Son objectif est de faire de son territoire une zone plus développée, attractive et compétitive offrant un meilleur cadre de vie aux populations et affirmant ses secteurs à fort potentiel, une économie de la connaissance et reconnue notamment par des infrastructures de rayonnement.
Les missions de l'Agence incluent notamment : 
- L'amélioration des conditions de vie des populations du Nord à travers la mise en œuvre de programmes de développement intégrés
- Le renforcement de la compétitivité du Nord en soutenant l’investissement et les secteurs productifs
- La valorisation des initiatives locales de développement en leur proposant un appui technique et financier

## Projets réalisés
L'Agence a réalisé depuis sa création avec ses partenaires de nombreux programmes et projets de développement de dimension variable allant tant des projets structurants (routes, gares, aménagements urbains) aux petites actions de proximité (soutien aux associations, activités génératrices de revenus, artisanat). Sur la période 2007-2010, l'intervention de l'Agence a concerné près de 366 projets de développement mobilisant près de 1,1 milliard d'euros dont une contribution propre de près de 200 millions d'euros,. L'Agence se caractérise ainsi par un important effet de levier auprès de ses partenaires : pour chaque dirham mobilisé par l'Agence, cinq sont versés par ses partenaires.
Parmi les projets réalisés depuis sa création, on peut citer :
- Développement intégré rural et urbain et mise à niveau
  - Programme de Développement Intégré (PDI) (plus de 99 communes), en partenariat avec la société civile, en particulier Targa-Aide.
  - Programmes de Développement Urbain (PDU) des villes du Nord dont Tanger et Tétouan
  - Programme d’urgence d’Al Hoceima
  - Accélération du Programme d'accès à l'eau potable en milieu rural (PAGER)
  - Accélération du Programme d'électrification rurale (PERG)
- Infrastructures d’articulation territoriale, d’appui et sociales
  - Rocade méditerranéenne
  - Dédoublement des routes nationales (Fnideq, Tétouan, Al Hoceima, etc.)
  - Construction de routes nationales/régionales et pistes rurales
  - Construction et aménagement des gares routières, ferroviaires et autres infrastructures de connexion (Tétouan, Tanger, Al Hoceima, etc.)
  - Construction et aménagement d’hôpitaux (Al Hoceima, Targuiste, etc.)
  - Construction des infrastructures socio-éducatives
- Renforcement de la compétitivité régionale et des dynamiques de développement local
  - Études et participation à la création des zones d’activités (Tanger, Tétouan, Larache, Assilah, etc.)
  - Mise à niveau urbaine, amélioration de l'accès aux villes et centres
  - Études et coordination stratégique des acteurs du développement
  - Étude de développement de l'artisanat
  - Étude de développement de l'économie sociale et solidaire
  - Accompagnement et assistance des communes pour une démarche de développement participative, en partenariat avec Targa-Aide
  - Soutien aux coopératives

## Directeurs généraux
- Hassan Amrani: 20 juin 1996-11 décembre 2002
- Driss Benhima: mars 2004-15 février 2006
- Fouad Brini, de 2006 à 2010[7]
- Mounir El Bouyoussfi[8], à partir de 2014[9].